# Élisabeth de Brandebourg (1510-1558)
 (août 2024).
Ne doit pas être confondu avec Élisabeth de Brandebourg ou Élisabeth de Brandebourg (1474-1507).
Élisabeth de Brandebourg (24 août 1510 - 25 mai 1558) fut duchesse consort de Brunswick-Göttingen-Calenberg par son mariage avec Éric Ier de Brunswick-Calenberg-Göttingen,  décédé en 1540. De 1540 à 1545, date de la fin de la minorité de son fils, Éric II de Brunswick-Calenberg-Göttingen, elle fut la régente du duché de Brunswick-Göttingen-Calenberg. Elle est considérée comme un des "princes de la Réforme", ayant, de concert avec le réformateur hessois Anton Corvinus, permis à la Réforme de prévaloir dans le sud de la Basse-Saxe. Elle est également l'auteur de plusieurs livres, d'hymnes religieux et de prières.

## Biographie

### Les premières années (1510-1525)
Troisième enfant et deuxième fille de l'Électeur Joachim Ier de Brandebourg et de son épouse Élisabeth, fille du Roi Jean Ier de Danemark, Élisabeth est probablement née à Cölln. Elle a été éduquée dans un milieu religieux et humaniste.
À l'approche de ses 15 ans, le 7 juillet 1525, elle fut mariée à Stettin avec le duc Eric Ier de Brunswick-Göttingen-Calenberg, un veuf âgé de 40 ans.
Elle entre en contact avec la Réforme en 1527 à la cour de ses parents en Brandebourg , lorsque sa mère fit célébrer la communion sous les deux espèces, acceptant par là ouvertement les enseignements de Martin Luther. Le duc réagit violemment, craignant que sa mère ne se convertisse au protestantisme, et fit expulser de sa cour tous les réformateurs venus de Wittemberg, qui essayaient d'intervenir en faveur de la duchesse. Cet événement pourrait bien avoir impressionné la jeune princesse profondément, et avoir renforcé sa sympathie pour la nouvelle forme du christianisme.

### Son mariage avec Eric I (1525-1540)

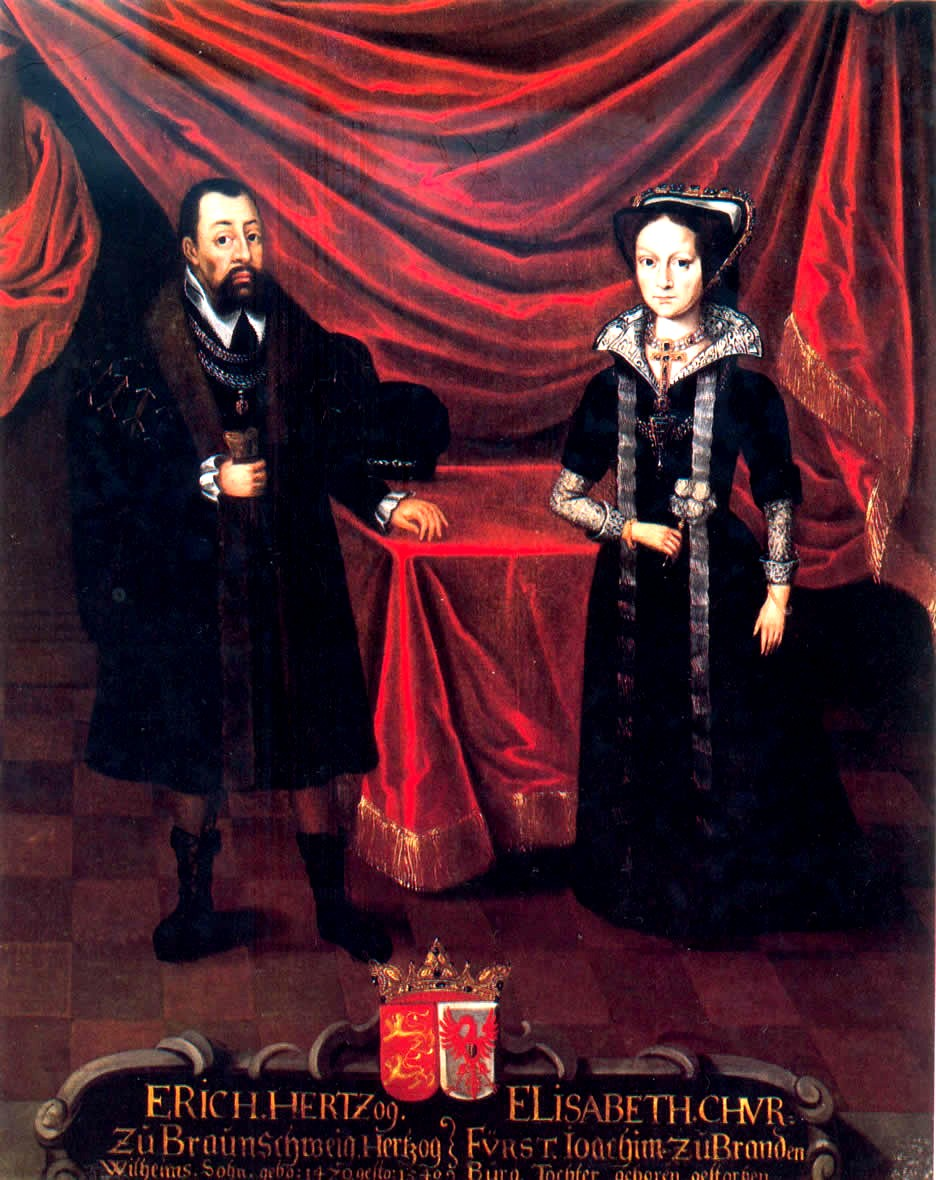
Élisabeth et Eric, 1530

Malgré la différence d'âge, le mariage fut de toute évidence une mariage sans conflit notable, peut-être parce qu'Eric résidait la plupart du temps dans ses châteaux d'Erichsburg et de Calenberg, tandis qu'Élisabeth résidait dans son béguinage de Münden.
Néanmoins, le mariage ne fut pas sans tache. Par exemple, en 1528, Élisabeth accusa Anna von Rumschottel, membre de l'aristocratie terrienne et maîtresse de son mari pendant de nombreuses années, d'être responsable des complications de sa deuxième grossesse. Elle l'accusa de sorcellerie et a demandé avec insistance à son mari de la faire brûler au bûcher. Élisabeth a également envoyé ses propres espions et soldats dans l'état voisin, la principauté épiscopale de Minden, où Anna s'était réfugiée, en vue de son arrestation. Cependant, Anna put s'échapper. Pendant l'Inquisition contre Anna, certaines de ses complices présumées moururent sous la torture ou sur le bûcher. Élisabeth réussi à forcer de duc Eric à lui donner un apanage plus rentable que celui prévu dans leur contrat de mariage : au lieu du district de Calenberg dans la région d'Unterwald, qui contenait le château de Calenberg, Neustadt et Hanovre qui fournissaient peu de revenus, elle a reçu l'Oberwald, avec les villes de Münden, Northeim et de Göttingen, ce qui lui fournit plus de revenus et plus de poids politique. Sa grossesse se termina avec la naissance d'un héritier mâle en bonne santé, qui allait devenir le successeur d'Eric, Eric II de Brunswick-Göttingen-Calenberg. Après cette naissance, ce sombre chapitre du mariage ducal a été vite oublié.
Quand Élisabeth rendit visite à sa mère au château de Lichtenburg en 1534, elle y rencontra Martin Luther en personne pour la première fois. Elle commença à correspondre régulièrement avec lui en 1538. Elle lui envoya du fromage et du vin, et il lui fit parvenir en retour des mûriers et plants de figuier, ainsi que sa traduction de la Bible en allemand avec une dédicace personnelle.
Le 7 avril, Élisabeth a accepté publiquement la communion sous les deux espèces et a ainsi manifesté sa conversion à la foi luthérienne. Le 6 octobre, elle a informé le Comte Philippe Ier de Hesse, de sa conversion et, avec son appui, elle invita le réformateur Anton Corvinus à venir à Münden depuis Witzenhausen. Eric 1er toléra cette conversion, car, bien que le luthéranisme fût pour lui incompatible avec son éducation catholique et sa loyauté envers l'Empereur, il admirait le courage du réformateur.

### Régence et développement de la Réforme (1540-1545)

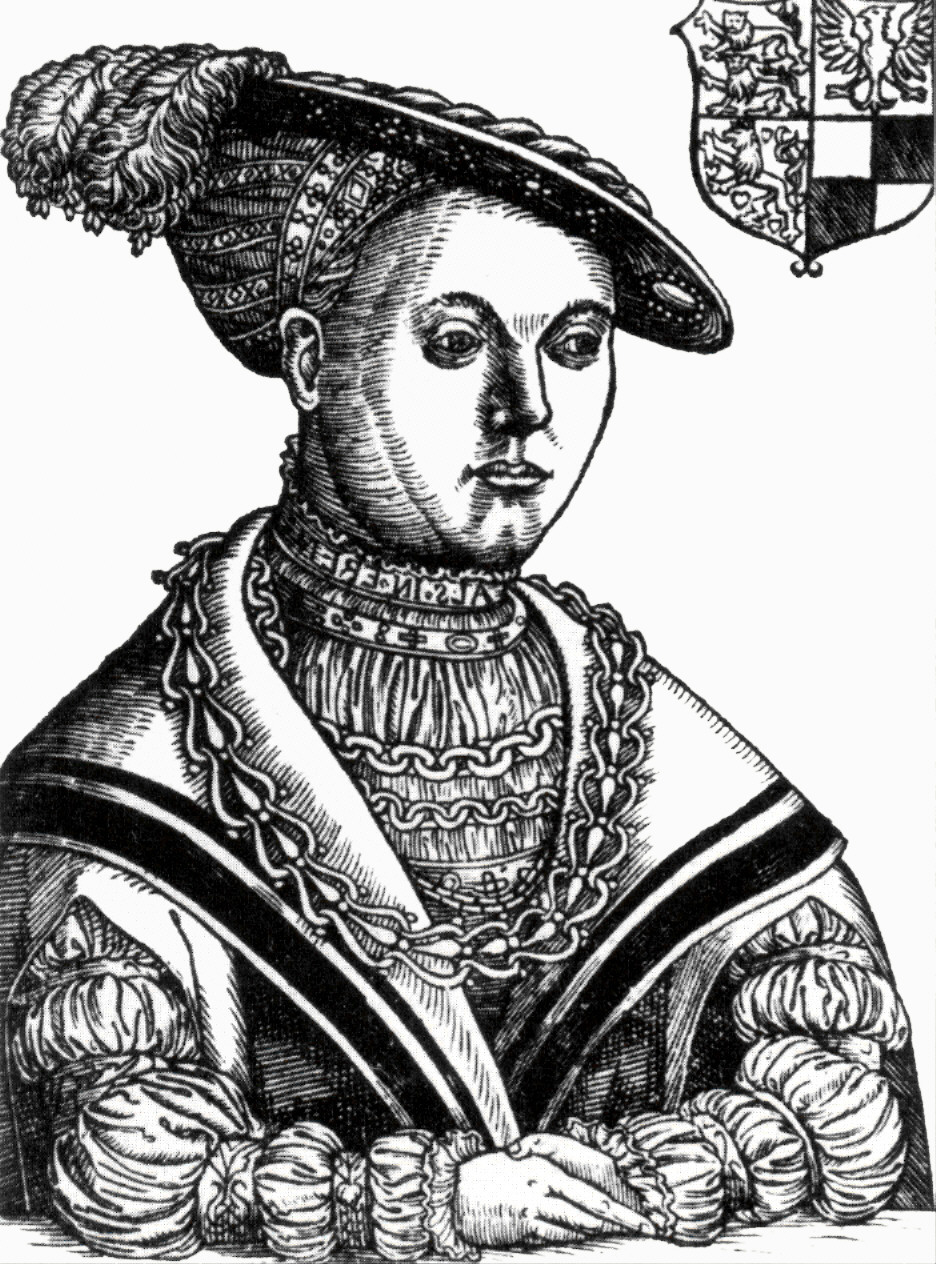
Élisabeth, gravure sur bois, autour de 1542

Elisabeth avait un allié solide dans l'Électeur Jean-Frédéric Ier de Saxe. Quand Eric Ier mourut le 30 juillet 1540, il l'a aidée à devenir co-régente du Brunswick-Calenberg-Göttingen, avec Philippe Ier de Hesse, en dépit de la résistance acharnée du Duc Henri II de Brunswick-Wolfenbüttel. Elle mit à profit cette régence de cinq ans pour mettre en place la Réforme dans la principauté et réorganiser le ménage princier.
Anton Corvinus fut nommé surintendant de la principauté, et installé à Pattensen, sa capitale. L'avocat Justus von Waldhausen, qui avait étudié à Wittenberg, fut nommé Conseiller princier et, plus tard, le chancelier, sur la recommandation de Martin Luther. Le médecin Burcardo Mithoff, le juge de la cour Justin Gobler et Heinrich Campe MJ complétèrent l'équipe avec laquelle la princesse comptait mettre en œuvre ses réformes.
Elle avait arrangé longtemps avant que son fils Eric II épouserait Anne de Hesse, fille de Philippe de Hesse, en 1554. Eric, cependant, était tombé amoureux de Sidonie, sœur du duc et futur électeur Maurice de Saxe, qui était aussi luthérienne, et de dix ans plus âgée que lui. Sur l'insistance de son fils, Elisabeth l'fit annuler l'accord avec la cour de Hesse et Eric épousa Sidonie le 17 mai 1545.
Élisabeth a aussi écrit un "manuel de gouvernement" pour Eric II, avec des conseils importants pour l'aider et le guider lorsqu’il accéderait au pouvoir.

### Fin de vie (1545-1558)
En 1546, un an après l'accession au pouvoir de son fils Eric II, Elisabeth a épousé le comte Poppo XII de Henneberg (1513-1574), un jeune frère du mari de sa fille aînée. Elle conserva la régence sur son domaine de Münden.
C'est avec une grande inquiétude qu'elle vit son fils revenir au catholicisme, espérant de ce fait bénéficier de faveurs à la cour impériale. En 1548, Éric II accepta l'Intérim d'Augsbourg et alla jusqu'à.faire arrêter les réformateurs Anton Corvinus et Walter Hoiker, qui, avec 140 autres pasteurs, s'étaient vigoureusement opposés à l'Intérim lors du synode de 1549 à Münden. Corvinus et Hoiker furent retenus prisonniers au château de Calenberg de 1549 à 1522, date où ils durent leur libération à la Paix de Passau.
En 1550, Elisabeth réussit à marier sa fille Anna Marie au duc Albert de Prusse, avec qui elle a mené une correspondance amicale pour de nombreuses années. Dans le livre de mariage, elle a écrit quelques conseils importants pour Anna Marie sur son prochain mariage.
Après la Bataille de Sievershausen, en 1533, Elisabeth fut expulsée de Münden par le duc Henri de Brunswick-Wolfenbüttel, le neveu de son premier mari. Elle dut fuir à Hanovre. En 1555, elle a déménagé à Ilmenau dans le Comté de Henneberg, dans la Thuringe actuelle, où elle prit la plume une nouvelle fois pour écrire un livre de consolation pour les veuves.
Elle ne put que constater avec horreur  en 1557 que son fils Eric II donnait en mariage sa plus jeune fille,  Catherine, une luthérienne, au burgrave catholique Guillaume de Rosenberg, afin qu'elle soit pourvue économiquement. Quand Elisabeth eut terminé le difficile voyage de Ilmenau à Münden pour assister au mariage, elle découvrit qu'Eric lui avait délibérément donné une date erronée et que le mariage avait eu lieu quelque temps plus tôt. Après l'annonce du contrat de mariage, Elisabeth fut surprise d'apprendre que Catherine pourrait rester luthérienne et employer un aumônier luthérien à la cour.
Elisabeth décéda un an plus tard, en 1558, à Ilmenau, apparemment complètement épuisée et "le cœur brisé". Ses enfants a commandé une épitaphe avec son portrait au sculpteur Sigmund Linger d'Innsbruck, qui fut érigé en 1566, dans la chapelle Saint Gilles de l'Église St Jean à Schleusingen.

## Descendance
De son premier mariage, avec Éric Ier de Brunswick-Göttingen-Calenberg, Elisabeth a eu un fils et trois filles :
- Élisabeth (8 avril 1526 - 19 août 1566), mariée en 1543 au comte George Ernest de Henneberg (1511-1583)
- Eric II, duc de Brunswick-Calenberg (10 août 1528 - 17 novembre 1584), marié d'abord, en 1545, à Sidonie de Saxe (8 mars 1518 - 4 janvier 1575), fille du duc Henri IV de Saxe et de Catherine de Mecklembourg. Épouse en secondes noces, en 1576, Dorothée de Lorraine (24 août 1545 - 2 juin 1621), fille de François Ier de Lorraine et de Christine de Danemark.

- Anne-Marie (23 avril 1532 - 20 mars 1568), mariée en 1550 au duc Albert de Brandebourg-Ansbach (1490-1568)

- Catherine (1534 - 10 mai 1559), mariée en 1557, avec Guillaume de Rosenberg, haut-burgrave de Bohême (1535-1592).

## Ancêtres
|  |                                      |  |  |  |  |  |  |  |  |  |  |  |  |  |  |  |
|  | 16. Frédéric Ier de Brandenburg      |  |  |  |  |  |  |  |  |  |  |  |  |  |  |  |
|  |                                      |  |  |  |  |  |  |  |  |  |  |  |  |  |  |  |
|  |                                      |  |  |  |  |  |  |  |  |  |  |  |  |  |  |  |
|  | 8. Albert III Achille de Brandebourg |  |  |  |  |  |  |  |  |  |  |  |  |  |  |  |
|  |                                      |  |  |  |  |  |  |  |  |  |  |  |  |  |  |  |
|  |                                      |  |  |  |  |  |  |  |  |  |  |  |  |  |  |  |
|  | 17. Élisabeth de Bavière-Landshut    |  |  |  |  |  |  |  |  |  |  |  |  |  |  |  |
|  |                                      |  |  |  |  |  |  |  |  |  |  |  |  |  |  |  |
|  |                                      |  |  |  |  |  |  |  |  |  |  |  |  |  |  |  |
|  | 4. Jean Ier Cicéron de Brandenburg   |  |  |  |  |  |  |  |  |  |  |  |  |  |  |  |
|  |                                      |  |  |  |  |  |  |  |  |  |  |  |  |  |  |  |
|  |                                      |  |  |  |  |  |  |  |  |  |  |  |  |  |  |  |
|  | 18. Jacques Ier de Bade              |  |  |  |  |  |  |  |  |  |  |  |  |  |  |  |
|  |                                      |  |  |  |  |  |  |  |  |  |  |  |  |  |  |  |
|  |                                      |  |  |  |  |  |  |  |  |  |  |  |  |  |  |  |
|  | 9. Marguerite de Bade (en)           |  |  |  |  |  |  |  |  |  |  |  |  |  |  |  |
|  |                                      |  |  |  |  |  |  |  |  |  |  |  |  |  |  |  |
|  |                                      |  |  |  |  |  |  |  |  |  |  |  |  |  |  |  |
|  | 19. Catherine de Lorraine            |  |  |  |  |  |  |  |  |  |  |  |  |  |  |  |
|  |                                      |  |  |  |  |  |  |  |  |  |  |  |  |  |  |  |
|  |                                      |  |  |  |  |  |  |  |  |  |  |  |  |  |  |  |
|  | 2. Joachim Ier Nestor de Brandebourg |  |  |  |  |  |  |  |  |  |  |  |  |  |  |  |
|  |                                      |  |  |  |  |  |  |  |  |  |  |  |  |  |  |  |
|  |                                      |  |  |  |  |  |  |  |  |  |  |  |  |  |  |  |
|  | 20. Frédéric Ier de Saxe             |  |  |  |  |  |  |  |  |  |  |  |  |  |  |  |
|  |                                      |  |  |  |  |  |  |  |  |  |  |  |  |  |  |  |
|  |                                      |  |  |  |  |  |  |  |  |  |  |  |  |  |  |  |
|  | 10. Guillaume III de Saxe            |  |  |  |  |  |  |  |  |  |  |  |  |  |  |  |
|  |                                      |  |  |  |  |  |  |  |  |  |  |  |  |  |  |  |
|  |                                      |  |  |  |  |  |  |  |  |  |  |  |  |  |  |  |
|  | 21. Catherine de Brunswick-Lunebourg |  |  |  |  |  |  |  |  |  |  |  |  |  |  |  |
|  |                                      |  |  |  |  |  |  |  |  |  |  |  |  |  |  |  |
|  |                                      |  |  |  |  |  |  |  |  |  |  |  |  |  |  |  |
|  | 5. Marguerite de Thuringe            |  |  |  |  |  |  |  |  |  |  |  |  |  |  |  |
|  |                                      |  |  |  |  |  |  |  |  |  |  |  |  |  |  |  |
|  |                                      |  |  |  |  |  |  |  |  |  |  |  |  |  |  |  |
|  | 22. Albert II                        |  |  |  |  |  |  |  |  |  |  |  |  |  |  |  |
|  |                                      |  |  |  |  |  |  |  |  |  |  |  |  |  |  |  |
|  |                                      |  |  |  |  |  |  |  |  |  |  |  |  |  |  |  |
|  | 11. Anne d'Autriche                  |  |  |  |  |  |  |  |  |  |  |  |  |  |  |  |
|  |                                      |  |  |  |  |  |  |  |  |  |  |  |  |  |  |  |
|  |                                      |  |  |  |  |  |  |  |  |  |  |  |  |  |  |  |
|  | 23. Élisabeth de Luxembourg          |  |  |  |  |  |  |  |  |  |  |  |  |  |  |  |
|  |                                      |  |  |  |  |  |  |  |  |  |  |  |  |  |  |  |
|  |                                      |  |  |  |  |  |  |  |  |  |  |  |  |  |  |  |
|  | 1. Elisabeth de Brandenbourg         |  |  |  |  |  |  |  |  |  |  |  |  |  |  |  |
|  |                                      |  |  |  |  |  |  |  |  |  |  |  |  |  |  |  |
|  |                                      |  |  |  |  |  |  |  |  |  |  |  |  |  |  |  |
|  | 24. Thierry d'Oldenbourg             |  |  |  |  |  |  |  |  |  |  |  |  |  |  |  |
|  |                                      |  |  |  |  |  |  |  |  |  |  |  |  |  |  |  |
|  |                                      |  |  |  |  |  |  |  |  |  |  |  |  |  |  |  |
|  | 12. Christian Ier                    |  |  |  |  |  |  |  |  |  |  |  |  |  |  |  |
|  |                                      |  |  |  |  |  |  |  |  |  |  |  |  |  |  |  |
|  |                                      |  |  |  |  |  |  |  |  |  |  |  |  |  |  |  |
|  | 25. Helvig de Schauenbourg           |  |  |  |  |  |  |  |  |  |  |  |  |  |  |  |
|  |                                      |  |  |  |  |  |  |  |  |  |  |  |  |  |  |  |
|  |                                      |  |  |  |  |  |  |  |  |  |  |  |  |  |  |  |
|  | 6. Jean Ier                          |  |  |  |  |  |  |  |  |  |  |  |  |  |  |  |
|  |                                      |  |  |  |  |  |  |  |  |  |  |  |  |  |  |  |
|  |                                      |  |  |  |  |  |  |  |  |  |  |  |  |  |  |  |
|  | 26. Jean IV de Brandebourg-Kulmbach  |  |  |  |  |  |  |  |  |  |  |  |  |  |  |  |
|  |                                      |  |  |  |  |  |  |  |  |  |  |  |  |  |  |  |
|  |                                      |  |  |  |  |  |  |  |  |  |  |  |  |  |  |  |
|  | 13. Dorothée de Brandebourg-Kulmbach |  |  |  |  |  |  |  |  |  |  |  |  |  |  |  |
|  |                                      |  |  |  |  |  |  |  |  |  |  |  |  |  |  |  |
|  |                                      |  |  |  |  |  |  |  |  |  |  |  |  |  |  |  |
|  | 27. Barbara de Wittemberg (de)       |  |  |  |  |  |  |  |  |  |  |  |  |  |  |  |
|  |                                      |  |  |  |  |  |  |  |  |  |  |  |  |  |  |  |
|  |                                      |  |  |  |  |  |  |  |  |  |  |  |  |  |  |  |
|  | 3. Élisabeth de Danemark             |  |  |  |  |  |  |  |  |  |  |  |  |  |  |  |
|  |                                      |  |  |  |  |  |  |  |  |  |  |  |  |  |  |  |
|  |                                      |  |  |  |  |  |  |  |  |  |  |  |  |  |  |  |
|  | 28. Frédéric II de Saxe              |  |  |  |  |  |  |  |  |  |  |  |  |  |  |  |
|  |                                      |  |  |  |  |  |  |  |  |  |  |  |  |  |  |  |
|  |                                      |  |  |  |  |  |  |  |  |  |  |  |  |  |  |  |
|  | 14. Ernest de Saxe                   |  |  |  |  |  |  |  |  |  |  |  |  |  |  |  |
|  |                                      |  |  |  |  |  |  |  |  |  |  |  |  |  |  |  |
|  |                                      |  |  |  |  |  |  |  |  |  |  |  |  |  |  |  |
|  | 29. Marguerite d'Autriche            |  |  |  |  |  |  |  |  |  |  |  |  |  |  |  |
|  |                                      |  |  |  |  |  |  |  |  |  |  |  |  |  |  |  |
|  |                                      |  |  |  |  |  |  |  |  |  |  |  |  |  |  |  |
|  | 7. Christine de Saxe                 |  |  |  |  |  |  |  |  |  |  |  |  |  |  |  |
|  |                                      |  |  |  |  |  |  |  |  |  |  |  |  |  |  |  |
|  |                                      |  |  |  |  |  |  |  |  |  |  |  |  |  |  |  |
|  | 30. Albert III de Bavière            |  |  |  |  |  |  |  |  |  |  |  |  |  |  |  |
|  |                                      |  |  |  |  |  |  |  |  |  |  |  |  |  |  |  |
|  |                                      |  |  |  |  |  |  |  |  |  |  |  |  |  |  |  |
|  | 15. Élisabeth de Bavière             |  |  |  |  |  |  |  |  |  |  |  |  |  |  |  |
|  |                                      |  |  |  |  |  |  |  |  |  |  |  |  |  |  |  |
|  |                                      |  |  |  |  |  |  |  |  |  |  |  |  |  |  |  |
|  | 31. Anne de Brunswick-Grubenhagen    |  |  |  |  |  |  |  |  |  |  |  |  |  |  |  |
|  |                                      |  |  |  |  |  |  |  |  |  |  |  |  |  |  |  |
|  |                                      |  |  |  |  |  |  |  |  |  |  |  |  |  |  |  |

## Œuvres d’Élisabeth de Brandebourg

### Œuvres composées intentionnellement par Élisabeth de Brandebourg
- Ein Sendbrief un ihre Untertanen ("une missive à ses sujets"), imprimée: Hannover, 1544
- Regierungshandbuch für ihren Sohn Erich II ("Manuel de gouvernement pour son fils Éric II"), 1545
- Mütterlicher Unterricht (Ehestandsbuch) für Anna Maria ("Enseignement maternel (livre de mariage) pour Anna Maria"), 1550
- Trostbuch für Witwen ("Livre de consolation pour les veuves"), 1555, imprimé en 1556 Deuxième édition, Leipzig, 1598
- Elisabeth von Braunschweig-Lüneburg und Albrecht von Preußen. Ein Fürstenbriefwechsel der Reformationszeit ("Élisabeth de Brunswick-Lunebourg et Albert de Prusse, une correspondance royale au temps de la Réforme"), éditeur : von Ingeborg Mengel, Göttingen, 1954; deuxième édition: Göttingen, 2001,  (ISBN 3-89744-062-8)

### Œuvres éparses recueillies par d'autres
Élisabeth a écrit de nombreux hymnes et  prières, dont certains se trouvent dans les recueils suivants :
- Iwan Franz: Elisabeth von Kalenberg-Göttingen sla Liederdichterin, dans: Zeitschrift des Verein für niedersächsische Geschichte, 1872, pp. 183-195.
- Eduard Freiherr von der Goltz: Lieder der Duchesse Elisabeth von Braunschweig-Lüneburg, dans: Zeitschrift der Gesellschaft für niedersächsische Kirchengeschichte, numéro 19, 1914, pp. 147-208.
- Katharina Schridde CCR Père et Katharina Talkne: Mit Lust und Liebe. Das Elisabeth-Brevier, Lutherisches Verlagshaus, 2009,  (ISBN 978-3-7859-0993-5)

## Archives
- Archives municipales de Göttingen: Acta religionis et reformationis
- Archives d'État de Hanovre: Signe. Cal. Br. Archiv
- Archives municipales de Langenhagen: Sammlung Duchesse Elisabeth von Calenberg

## Sources
- Albert Brauch: Die Verwaltung des Territoriums Calenberg-Göttingen während der Regentschaft der Duchesse Elisabeth (1540-1546), thèse de Hambourg, en 1921, Lâche Verlag, Hildesheim, 1930
- Adolf Brenneke: Duchesse Elisabeth von Braunschweig-Lüneburg. Mourir hannoversche Reformationsfürstin sla Persönlichkeit, dans: Zeitschrift der Gesellschaft für niedersächsische Kirchengeschichte, numéro 38, 1933, p.  152-168.
- Sonja Domröse: Frauen der Reformationszeit, Gelehrt, mutig und glaubensfest, Vandenhoeck & Ruprecht, Göttingen, 2010,  (ISBN 978-3-525-55012-0)
- A. Kurs: Elisabeth, Herzogin von Braunschweig-Calenberg, Halle an der Saale, 1891
- Hans Liederwald: Die Ehe des Grafen Poppo von Henneberg mit Elisabeth, in: Neue Beiträge zur Geschichte dt. Altertums, numéro 36, 1931, pp.  37-88
- Andrea Lilienthal: Die Fürstin und die Macht. Welfische Herzoginnen im 16. Jahrhundert: Elisabeth, Sidonia, Sophia = Quellen und Darstellungen zur Geschichte Niedersachsens, vol. 127, Hahnsche Buchhandlung, Hanovre, 2007
- Inge Mager: Elisabeth von Brandenburg – Sidonie von Sachsen. Zwei Frauenschicksale im Kontext der Réforme von Calenberg-Göttingen, dans: 450 Jahre Réforme im Calenberger Terres, édité par l'Ev.-luth. Kirchenkreis Laatzen-Pattensen, 1992, pp.  23-32
- Ingeborg Klettke-Mengel: Elisabeth von Braunschweig-Lüneburg sla reformatorische Christin, dans: Jahrbuch der Gesellschaft für niedersächsische Kirchengeschichte, vol. 56, 1958, pp.  1-16.
- Meurt: Elisabeth, Herzogin von Braunschweig-Lüneburg (Calenberg) 1510-1558, in: Neue Deutsche Biographie, vol. 4 1959, pp.  443-444.
- Ernst-August Nebig: Elisabeth Herzogin von Calenberg. Regentin, Reformatorin, Schriftstellerin, MatrixMedia Verlag, Göttingen, 2006,  (ISBN 3-932313-18-6)
- Heinrich Wilhelm Rotermund: Von den Verdiensten der Duchesse Elisabeth um die Ausbreitung der evangelischen Lehre en den Fuerstenthuemern Calenberg und Grubenhagen, dans: Hannoversches Magazin, vol. 75/76, 1819, pp.  1189-1206.
- Paul Tschackert: Duchesse Elisabeth, geb. Markgräfin von Brandenburg. Die erste Schriftstellerin aus dem Hause de Brandebourg und aus dem braunschweigischem Hause. Rsi Lebensgang und ihre Werke, dans: Hohenzollern-Jahrbuch, vol. 3, 1899, pp.  49-65 en Ligne
- Joyeux Wiesner: Duchesse Elisabeth von Braunschweig-Lüneburg (1510-1558), dans: Kerstin Merkel et Heide Wunder (eds.): Deutsche Frauen der frühen Neuzeit, Darmstadt, 2000, pp.  39-48,  (ISBN 3-89678-187-1)
- Éléonore Dehnerdt: Die Reformatorin: Elisabeth von Calenberg, SCM Hänssler, 2010,  (ISBN 978-3-7751-5181-8)